# Älmsta
Älmsta – miejscowość (tätort) w Szwecji, w regionie administracyjnym (län) Sztokholm, w gminie Norrtälje.
Według danych Szwedzkiego Urzędu Statystycznego liczba ludności wyniosła: 1376 (31 grudnia 2015), 1422 (31 grudnia 2018) i 1437 (31 grudnia 2019).